# Centaurea idaea
Centaurea idaea — вид квіткових рослин айстрових (Asteraceae). Ендемік Криту.

## Морфологічна характеристика
Це багаторічний стебловий гемікриптофіт, що досягає висоти від 5 до 30 сантиметрів. Головна вісь коротка і має численні бічні гілки. Під час цвітіння присутні прикореневі листки. Вони черешкові та ліроподібні. 8-10 бічних листочків ланцетні, кінцевий листок майже трикутний. Низ прикореневих листків щільно-білий, верх — нещільно-білий. Плоди розміром від 2 до 2,5 міліметрів. Період цвітіння з травня по жовтень. Число хромосом 2n = 22.